# I. e. 239
Évszázadok: i. e. 4. század – i. e. 3. század – i. e. 2. század
Évtizedek: i. e. 280-as évek – i. e. 270-es évek – i. e. 260-as évek – i. e. 250-es évek – i. e. 240-es évek – i. e. 230-as évek – i. e. 220-as évek – i. e. 210-es évek – i. e. 200-as évek – i. e. 190-es évek – i. e. 180-as évek
Évek: i. e. 244 – i. e. 243 – i. e. 242 – i. e. 241 –  i. e. 240 – i. e. 239 – i. e. 238 – i. e. 237 – i. e. 236 – i. e. 235 – i. e. 234

## Események

### Karthágó
- A karthágói zsoldosháborúban Hamilcar Barca megbocsát a magukat megadó zsoldosoknak, ezért a lázadók vezérei, Mathos és Spendius elrendeli kb. hétszáz karthágói fogoly - köztük Gesco parancsnok - megcsonkítását és kivégzését, hogy ezentúl senki se merje megadni magát.
- A zsoldosok már magát Karthágót is ostrom alá veszik. Utica fellázad és megpróbál függetlenné válni. A punok a szürakuszai II. Hierónhoz és Rómához fordulnak segítségért, de a zsoldosok visszautasítják a római közvetítést.
- Szardínia fellázad a karthágói uralom ellen, mire a rómaiak kihasználják az alkalmat a sziget megszállására.

### Hellenisztikus birodalmak
- Meghal II. Antigonosz makedón király. Utóda fia, II. Démétriosz.
- Az Akháj Szövetség legyőzi és szövetségesévé teszi az aitóliaiakat, majd Athént és Argoszt kezdi támadni.
- II. Szeleukosz szeleukida király öccse, a Kis-Ázsiában függetlenedni vágyó Antiokhosz Hierax hadsereget küld Szíriába, névleg azért hogy segítsen testvérének az egyiptomiak ellen, de valójában meg akarja kaparintani a hatalmat. Az Egyiptommal békét kötő Szeleukosz hadsereget küld Kis-Ázsiába, elkezdődik a "testvérek háborúja".
- Görög-Baktria királya, I. Diodotosz legyőzi a pártusokat. Nem sokkal később meghal, trónját fia, II. Diodotosz örökli.

### Róma
- Caius Mamilius Turrinust és Quintus Valerius Faltót választják consulnak.

## Születések
- Quintus Ennius, római költő

## Halálozások
- II. Antigonosz Gonatasz, makedón király
- I. Diodotosz, görög-baktriai király

## Fordítás
- Ez a szócikk részben vagy egészben  a(z)   239 BC című angol Wikipédia-szócikk ezen változatának fordításán alapul.  Az eredeti cikk szerkesztőit annak laptörténete sorolja fel. Ez a jelzés csupán a megfogalmazás eredetét és a szerzői jogokat jelzi, nem szolgál a cikkben szereplő információk forrásmegjelöléseként.